# Aprilia Tuono
L'Aprilia Tuono è una moto stradale naked (sprovvista di protezioni aerodinamiche) prodotta dalla casa motociclistica italiana Aprilia dal 2002.
Questo modello nell'arco della sua carriera è stato declinato in quattro diverse cilindrate: 50, 125, 660 e 1000 cm³.

## Tuono 50
L'Aprilia Tuono 50 è la versione ciclomotore e riprende in modo quasi identico le livree della 125; il modello risulta essere molto simile al modello RS 50, dato che entrambi utilizzano la stessa ciclistica e componenti.

## Tuono 125

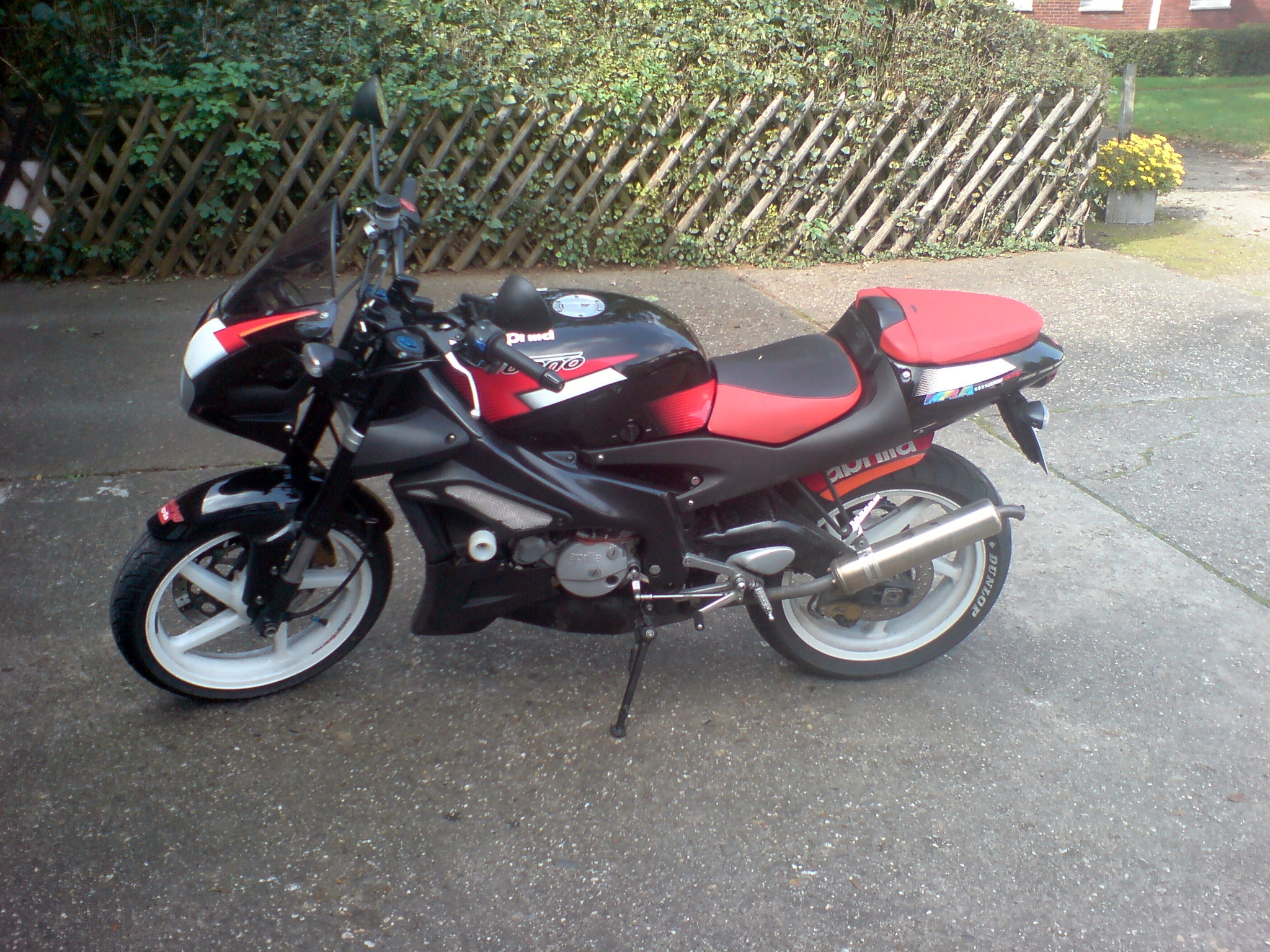
Aprilia Tuono 125 2003

### 2 tempi
L'Aprilia Tuono 125 è la moto della casa di Noale, che in Italia è stata proposta solo depotenziata (con possibilità di riportarla a piena potenza 21,5 kW) per permetterne l'utilizzo ai sedicenni e riprende le livree della più grande Tuono 1000; anche questo modello risulta essere molto simile al modello RS di pari cilindrata, dato che entrambi utilizzano la stessa ciclistica e componenti.
Come la sorella di cilindrata minore, la Tuono 125 due tempi è stata prodotta dal 2003 al 2005.

### 4 tempi
Prodotta a partire dal 2017 ha la stessa ciclistica e motorizzazione della RS4 125, ma con la carenatura che riprende le linee del modello di cilindrata superiore.

## Tuono 1000

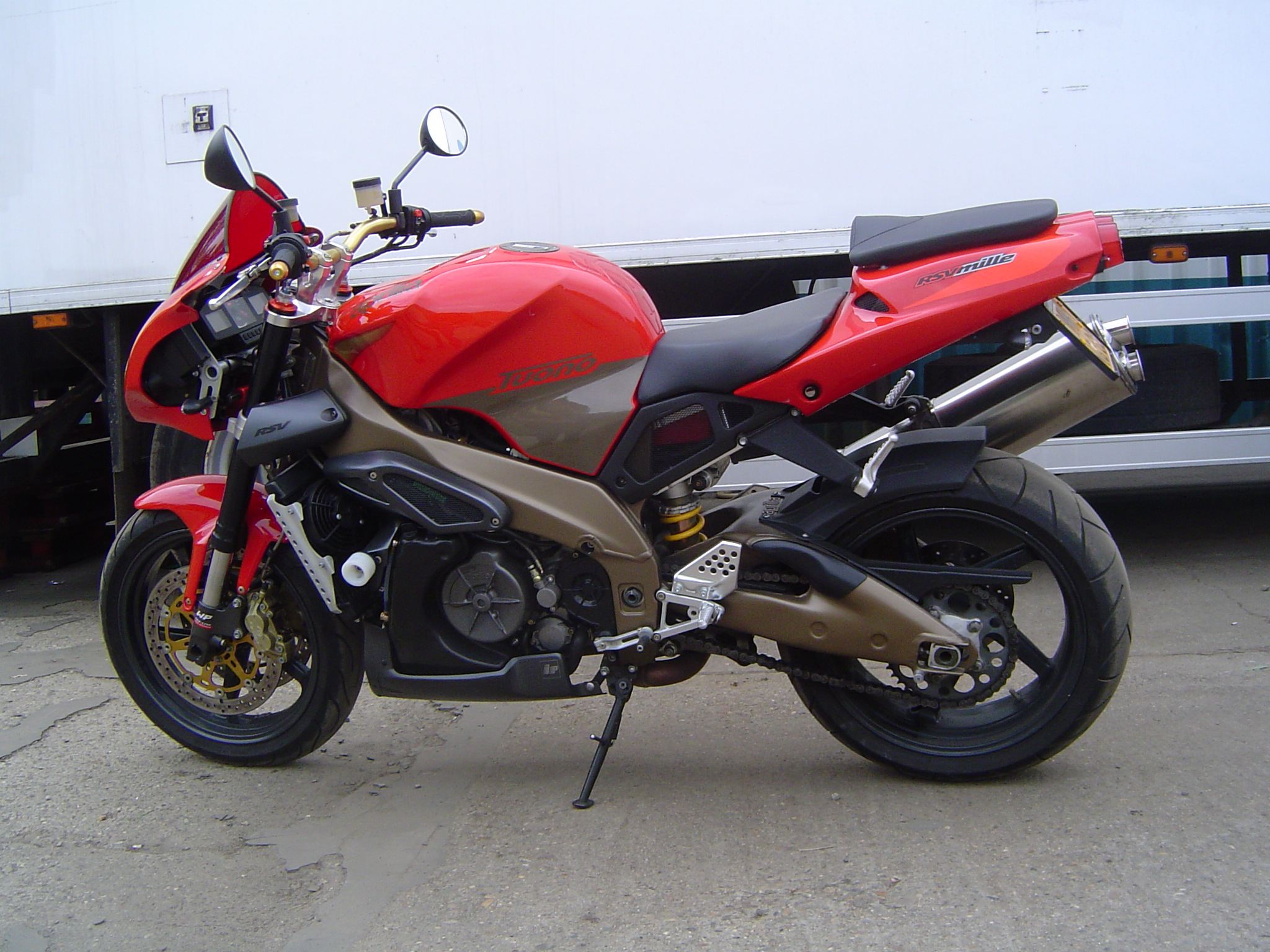
Aprilia RSV Mille Tuono 2002

L'Aprilia Tuono 1000 è una bicilindrica raffreddata a liquido, costruita su base RSV Mille presentata per la prima volta nel dicembre 2001 al Motor Show di Bologna.
Alla presentazione questa naked presentava una potenza elevata per un modello privo di carenatura (125 CV) e un cupolino derivato direttamente dalla carena della sportiva RSV Mille. Dedicata a un utilizzo prettamente stradale, questa 1000 si presta anche ad utilizzi più sportivi, una novità per questo segmento.
Nel 2002 è stata presentata la RSV Mille Tuono R Limited Edition, prodotta in serie limitata e numerata in soli 200 esemplari. Impreziosita da carbonio e kevlar è una vera chicca per i collezionisti.

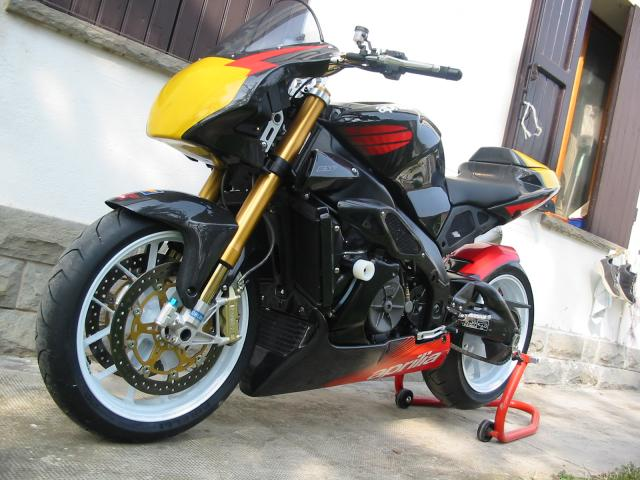
Aprilia RSV Mille Tuono Racing (2003)

Dell'anno successivo (2003) è la  RSV Tuono Racing che nasce per consacrare l'indole sportiva di questa moto. Carbonio ovunque, ruote in alluminio forgiato la rendono leggerissima, è dotata di sospensioni Öhlins. Viene presentata in versione stradale e kit pista. Prodotta in pochi pezzi, ma di enorme successo, la produzione continuò per tutto il 2004 ma senza il kit pista in dotazione. Nel 2005 cambiano le livree (adesso tabelle bianche e cerchi blu) ma mantenendo stesse caratteristiche tecniche..
Il 2006 è l'anno del cambio generazionale della Tuono, utilizzando la componentistica dell'RSV 1000 R del 2004; è nuova anche nel nome, che perde il prefisso 'RSV' ed esprime la cilindrata con caratteri numerici, guadagna in agilità ed in peso, ma anche in potenza massima che arriva a 139 CV.
La Tuono 1000 R Factory viene prodotta in 300 esemplari all'anno, presenta sospensioni Öhlins, ruote in alluminio forgiato e particolari in carbonio. Viene prodotta anche negli anni 2007 e 2008 con modifiche prettamente estetiche.

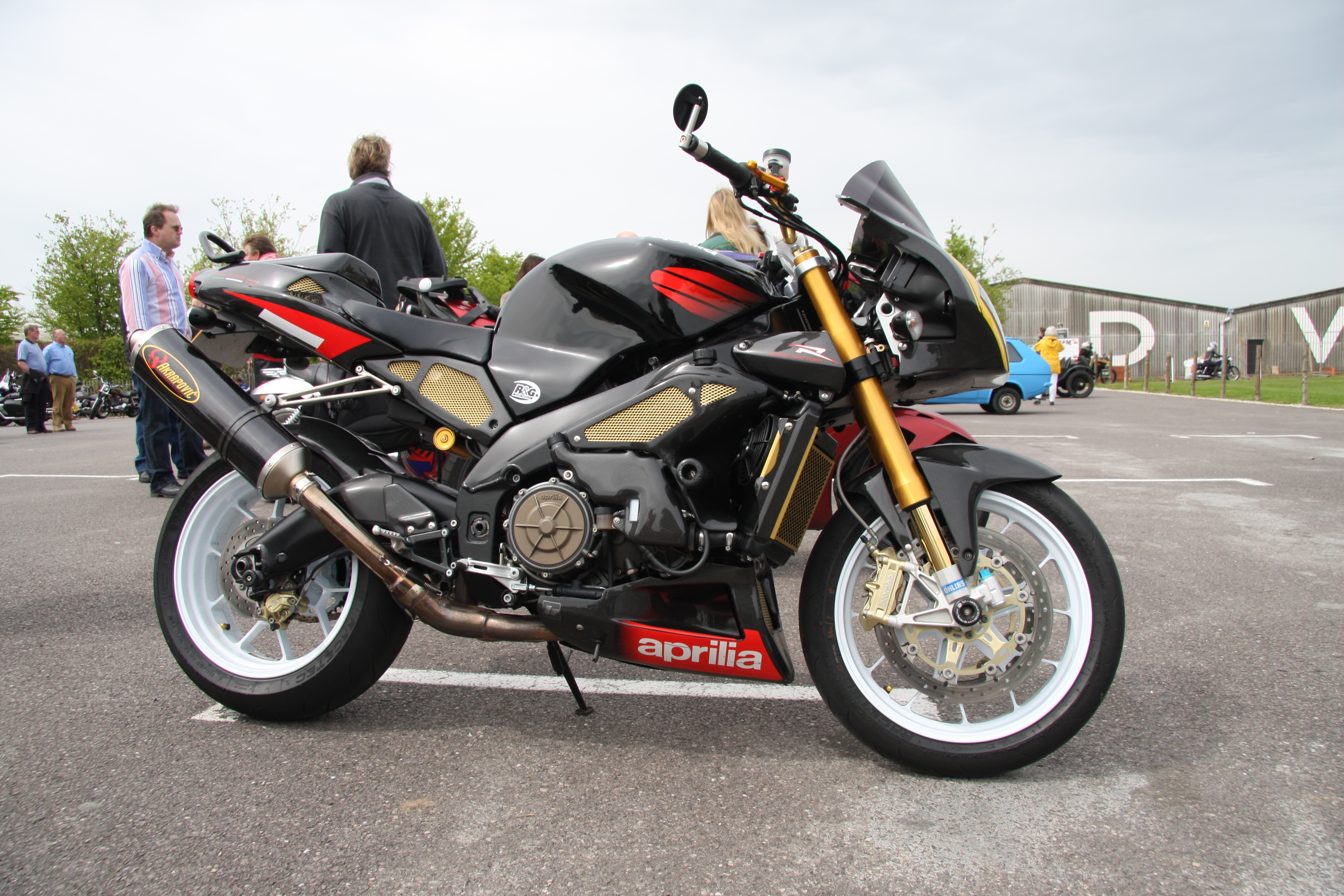
Aprilia Tuono 1000R (2010)

Nel 2007 viene presentata la Tuono 1000 R Daytona, replica della moto che ha trionfato nel 2007 alla gara di endurance a Daytona. Prodotta in 150 esemplari è una variante grafica della Tuono R.
La versione 2021.Tuono V4 è dotata di motore quattro cilindri a V di 65° 1077 cm³ da 175 CV. Dispone di nuova centralina Marelli 11MP e di una nuova piattaforma inerziale a sei assi, con gestione elettronica comandata dall’acceleratore full Ride-by-Wire. I controlli elettronici offrono sei Riding Mode, tre per la pista e tre per la strada, che permettono la gestione di Traction Control, Wheelie Control, freno motore, ABS e degli altri parametri gestiti.

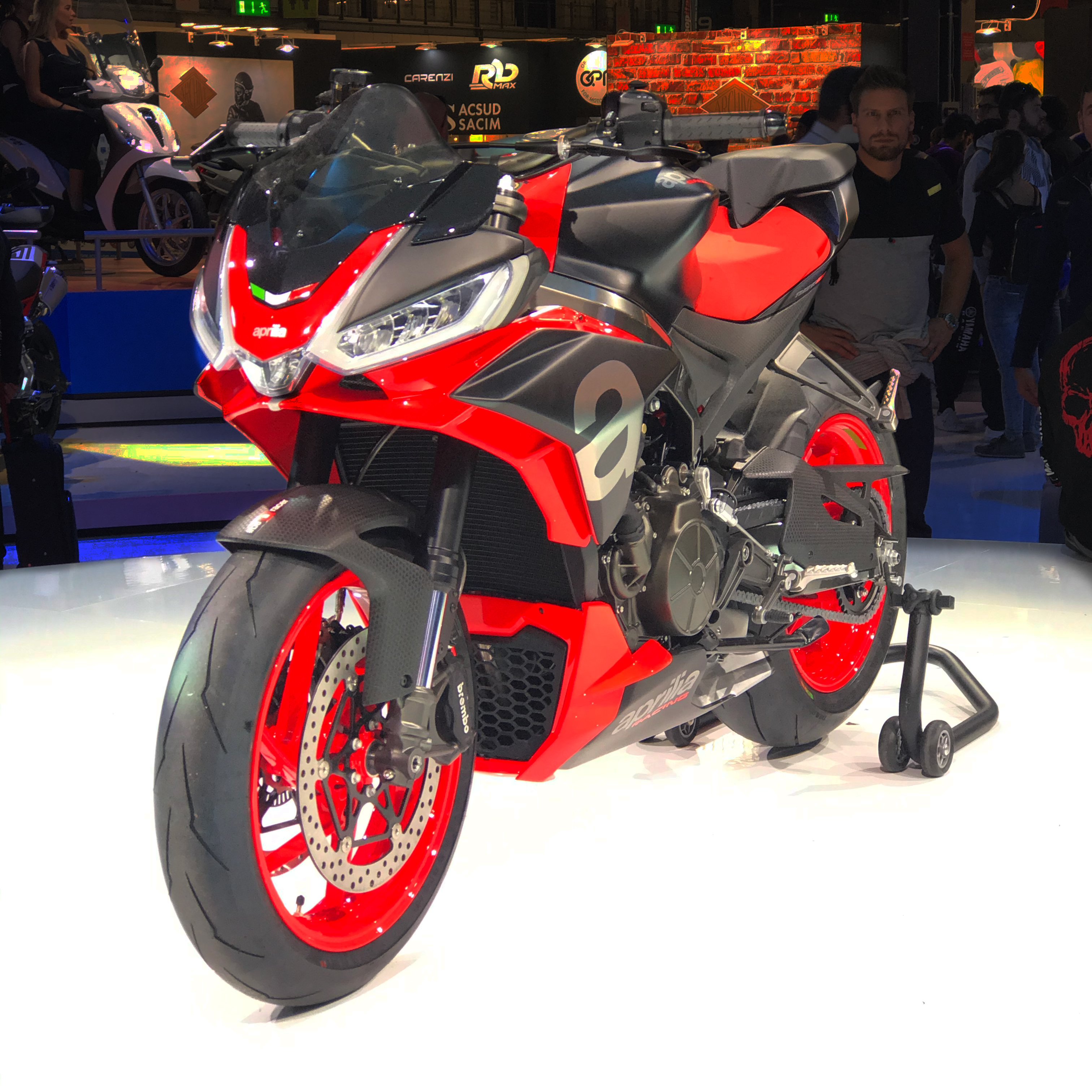
Tuono 660 2019

## Tuono 660
Nel 2019 al salone di EICMA viene presentato il primo prototipo della Tuono 660, che insieme alla gemella RS 660 andranno a colmare il vuoto sul mercato delle medie cilindrate per la casa di Noale. Pensata sia nella linea che nelle soluzioni tecniche come una piccola Tuono V4, viene lanciata sul mercato nel 2020; dotata di un motore bicilindrico parallelo frontemarcia da 659 cm³ in grado di erogare fino a 95 CV, con telaio e forcellone in alluminio pressofuso e sospensioni Kayaba, per un peso complessivo di 183 kg. Anche l'elettronica deriva dalla sorella maggiore con acceleratore ride-by-wire e piattaforma APRC, che contiene traction control, wheelie control, cruise control, ABS e cinque riding mode.